# Carl Herman Richter
Carl Herman Richter, född 12 september 1858 i Sankt Petri församling, Malmö, död där 12 juni 1948, var en svensk fabrikör. Han var käppfabrikant i Malmö och kallades för Käppa-Richter. År 1898 lät han uppföra Ribersborgs kallbadhus i Malmö. Han skrev även några småskrifter om fastigheter och trädgårdsanläggning. Richter är begravd på Gamla kyrkogården i Malmö.

## Skrifter
- Några råd och anvisningar vid anläggandet af trädgård (1905)
- Fastighetskrediten : Föredrag och förslag (1908)
- Några reflektioner angående Malmö fastighetsförenings 50-årsjubileums festskrift (1940)